# Брунхартсхаузен
Брунхартсхаузен (њем. Brunnhartshausen) општина је у њемачкој савезној држави Тирингија. Једно је од 61 општинског средишта округа Вартбург. Према процјени из 2010. у општини је живјело 400 становника. Посједује регионалну шифру (AGS) 16063009.

## Географски и демографски подаци
Брунхартсхаузен се налази у савезној држави Тирингија у округу Вартбург. Општина се налази на надморској висини од 450 метара. Површина општине износи 10,6 km². У самом мјесту је, према процјени из 2010. године, живјело 400 становника. Просјечна густина становништва износи 38 становника/km².